# Viện lịch sử Do Thái
Viện lịch sử Do Thái (tiếng Ba Lan: Żydowski Instytut Historyczny hoặc ŻIH; tiếng Yid: ‏ייִדישער היסטאָרישער אינסטיטוט), còn được gọi là Viện lịch sử Do Thái Emanuel Ringelblum, là một cơ sở nghiên cứu tại Warsaw, Ba Lan, chủ yếu liên quan đến lịch sử của người Do Thái ở Ba Lan.

## Lịch sử
Viện lịch sử Do Thái được thành lập vào năm 1947 như là sự tiếp nối của Ủy ban lịch sử Do Thái trung ương, được thành lập vào năm 1944. Hiệp hội Viện Lịch sử Do Thái là cơ quan doanh nghiệp chịu trách nhiệm xây dựng và tổ chức của Viện. Viện thuộc thẩm quyền của Bộ Văn hóa và Di sản Quốc gia. Năm 2009, viện được đặt theo tên của Emanuel Ringelblum. Viện là một kho tài liệu liên quan đến sự hiện diện lịch sử của người Do Thái ở Ba Lan. Đây cũng là một trung tâm nghiên cứu học thuật, nghiên cứu và phổ biến kiến thức về lịch sử và văn hóa của người Do Thái Ba Lan.
Phần giá trị nhất của bộ sưu tập là Bộ Lưu trữ Warsaw Ghetto, được gọi là Bộ Lưu trữ Ringelblum (được thu thập bởi Oyneg Shabbos). Nó chứa khoảng 6.000 tài liệu (khoảng 30.000 trang).

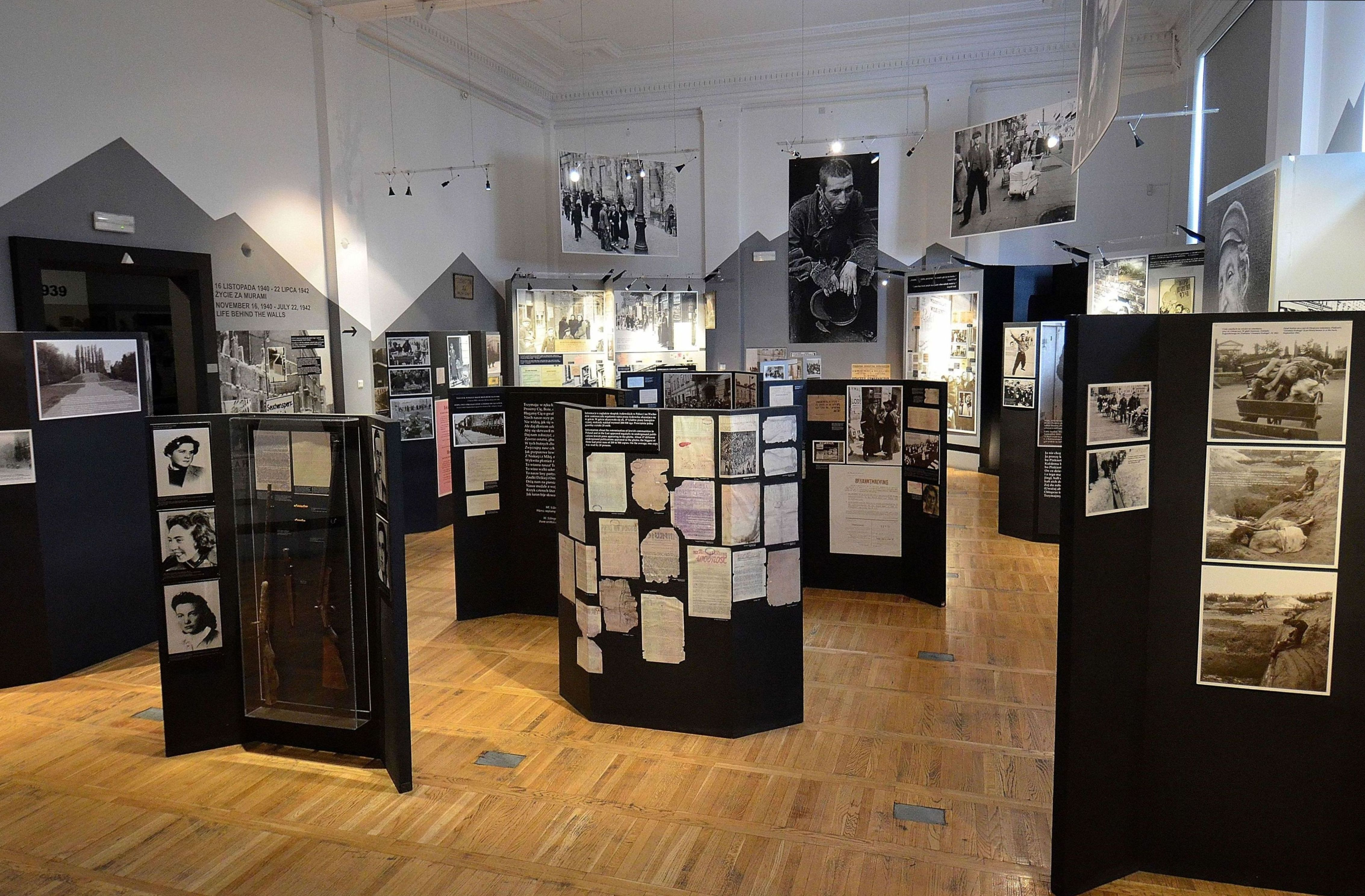
Triển lãm ở tầng một

Các bộ sưu tập quan trọng khác liên quan đến Thế chiến II bao gồm các lời chứng (chủ yếu là những người Do Thái sống sót sau thảm sát Holocaust), hồi ký và nhật ký, tài liệu về Tự lực chung và Do Thái (các tổ chức phúc lợi hoạt động ở Ba Lan dưới sự chiếm đóng) và các tài liệu từ Hội đồng Do Thái (Judenräte). Phần trên tài liệu của các di tích lịch sử Do Thái lưu giữ khoảng 40 nghìn bức ảnh liên quan đến cuộc sống và văn hóa của người Do Thái ở Ba Lan.
Viện đã xuất bản một loạt các tài liệu từ Bộ Lưu trữ Ringelblum, cũng như nhiều cuốn hồi ký và nhật ký thời chiến. Ngoài ra, trong hơn 60 năm nay, Viện đã xuất bản một tạp chí học thuật được đổi tên vào năm 2001 thành Tạp chí Lịch sử Do Thái, được đăng ký trên Danh mục Tạp chí chính của các tạp chí học thuật xuất sắc năm 2011.
Năm 2011, Paweł Śpiewak, giáo sư xã hội học tại Đại học Warsaw và là cựu chính trị gia, được đề cử làm Giám đốc của Viện lịch sử Do Thái bởi ông Bogdan Zdrojewski, Bộ trưởng Bộ Văn hóa và Di sản Quốc gia.

## Giám đốc
- Nachman Blumental, 1947 đến 1949
- Ber Mark, 1949 đến 1966
- Artur Eisenbach, 1966 đến 1968
- Szymon Datner, 1969 đến 1970
- Feliks Tych, 1995 đến 2006
- Eleonora Bergman, 2007-2011
- Paweł piewak, kể từ năm 2011.